# NGC 6986
NGC 6986 في الفهرس العام الجديد، هي مجرة، تقع في كوكبة الجدي (كوكبة). اكتشفت في 2 سبتمبر 1885 بواسطة فرانسيس بريسيرفد ليفنوورث.

## روابط خارجية
- NGC 6986 على موقع ويكي سكاي: DSS2, SDSS, GALEX, IRAS, Hydrogen α, X-Ray, Astrophoto, Sky Map, Articles and images